# Manuel Clemente

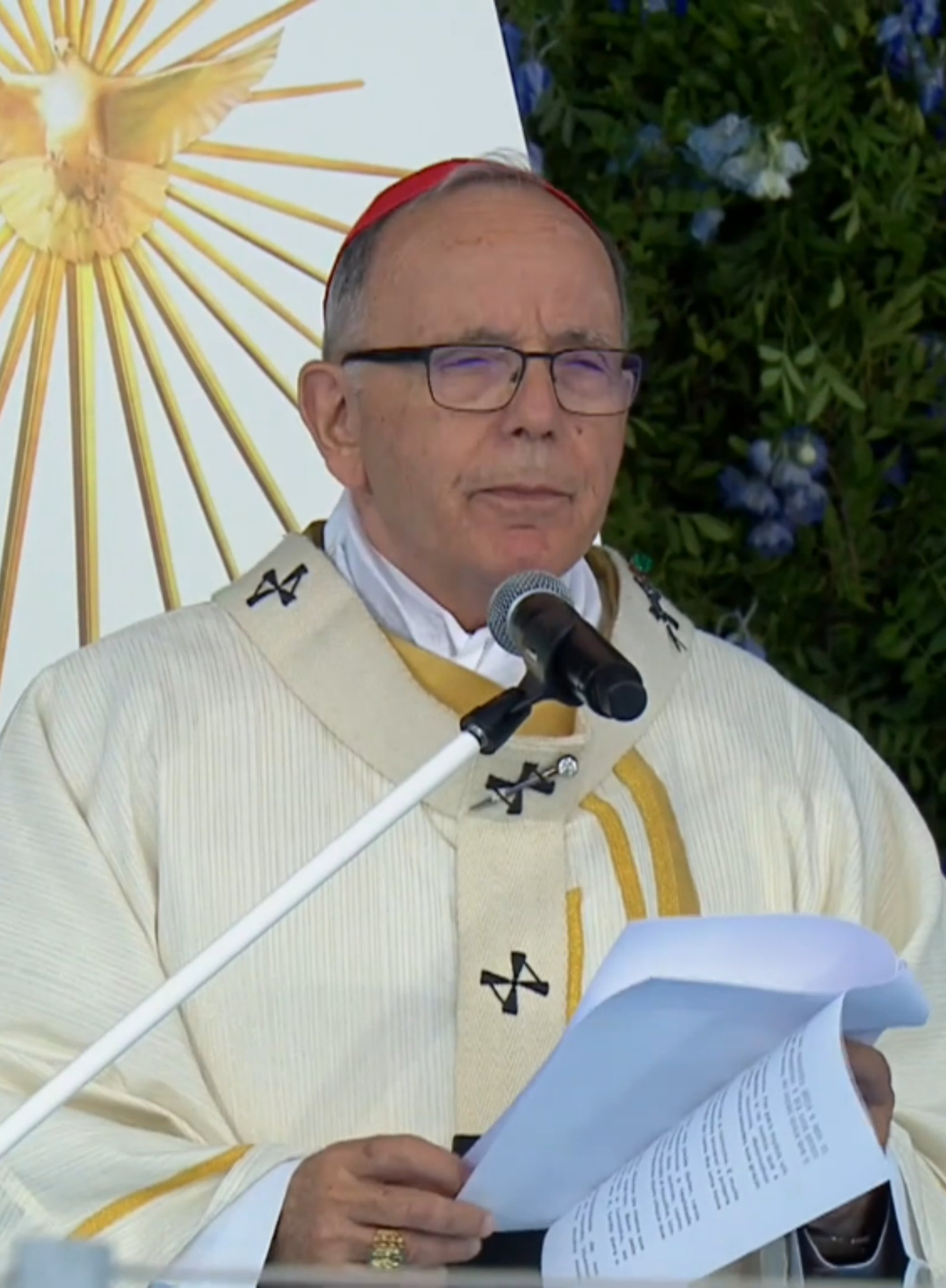
Patriarch Manuel Kardinal Clemente (2023)

Kardinalswappen von Manuel Clemente

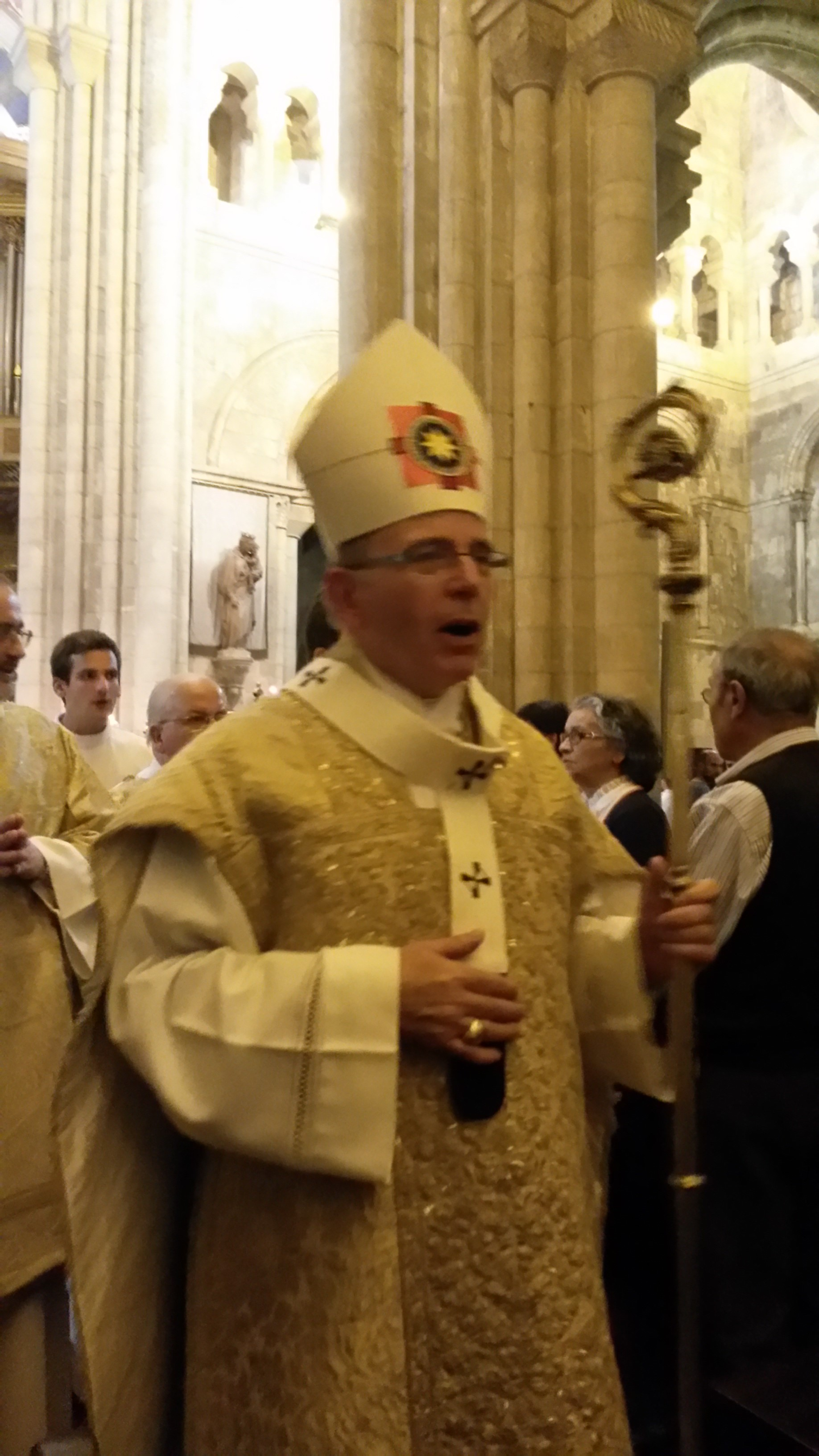
Patriarch Clemente bei einem Pontifikalamt in der Kathedrale von Lissabon, 2013

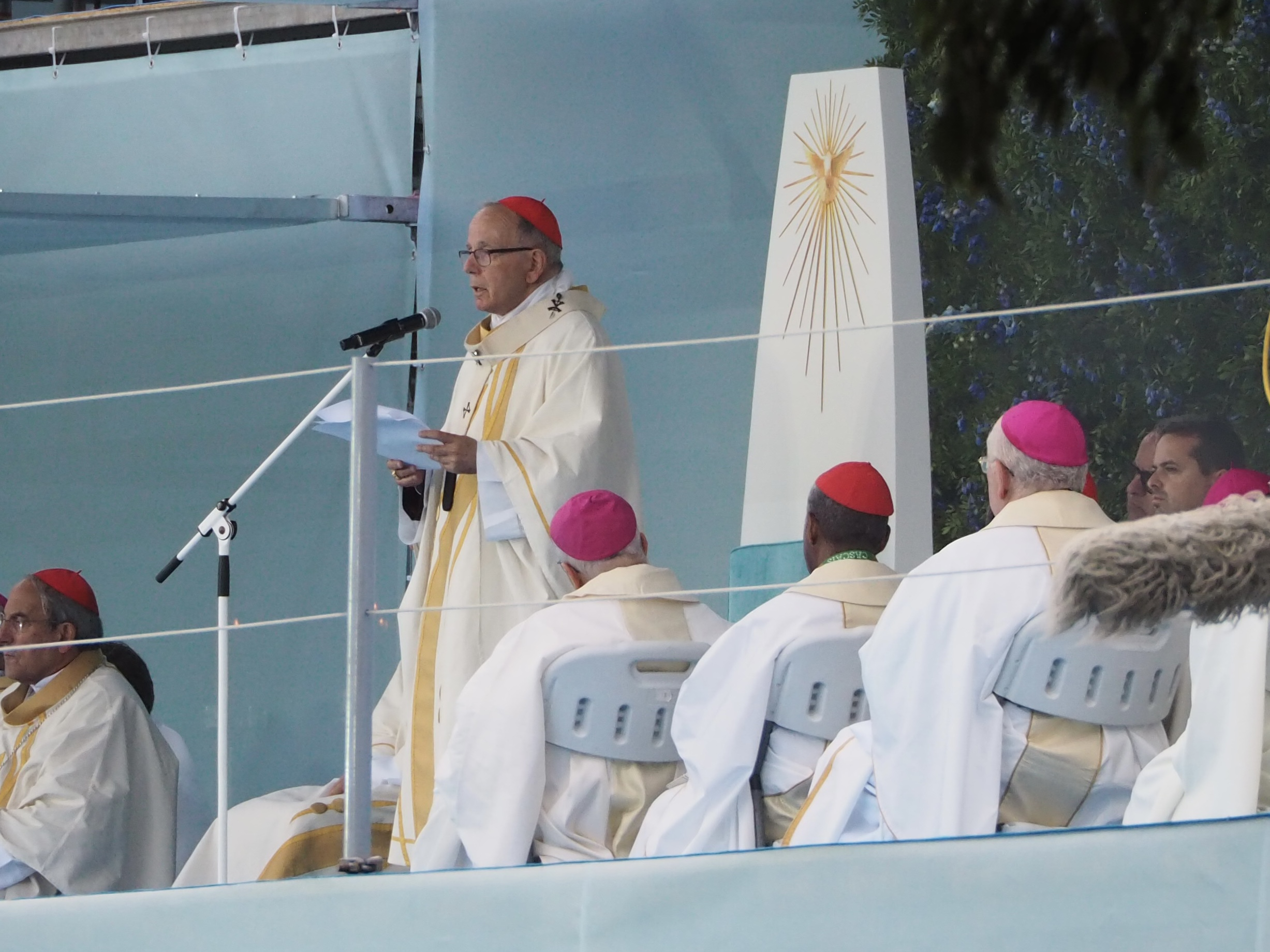
Kardinal-Patriarch Clemente (am Mikrophon) beim Weltjugendtag 2023 in Lissabon

Manuel José Macário Kardinal do Nascimento Clemente (* 16. Juli 1948 in Torres Vedras, Portugal) ist ein portugiesischer Geistlicher und emeritierter Patriarch von Lissabon. Er wurde 2015 ins Kardinalskollegium aufgenommen und war zwischen 2013 und 2020 Vorsitzender der Portugiesischen Bischofskonferenz.

## Leben
Manuel José Macário do Nascimento Clemente studierte Geschichte an der Universität Lissabon. Er trat 1972 in das Priesterseminar in Olivais ein und studierte Philosophie und Katholische Theologie. Er empfing am 29. Juni 1979 durch António Kardinal Ribeiro die Priesterweihe. An der Katholischen Universität Portugal wurde er 1979 in historischer Theologie promoviert. Seit 1975 lehrt er Kirchengeschichte an der Katholischen Universität. Von 1980 bis 1989 war er im Leitungsteam des Priesterseminars in Olivais tätig; 1989 wurde er Vizerektor und 1997 Rektor.
Papst Johannes Paul II. ernannte ihn am 6. November 1999 zum Titularbischof von Pinhel und zum Weihbischof in Lissabon. Die Bischofsweihe spendete ihm der Patriarch von Lissabon, José da Cruz Policarpo, am 22. Januar 2000; Mitkonsekratoren waren Manuel Franco da Costa de Oliveira Falcão, emeritierter Bischof von Beja, und Albino Mamede Cleto, Koadjutorbischof von Coimbra. In der Portugiesischen Bischofskonferenz leitete er von 2005 bis 2011 die bischöfliche Kommission für Kultur und soziale Angelegenheiten.
Am 22. Februar 2007 ernannte ihn Papst Benedikt XVI. zum Bischof von Porto. Die Amtseinführung fand am 25. März desselben Jahres statt. Zudem berief ihn Benedikt XVI. am 29. Dezember 2011 zum Mitglied des Päpstlichen Rates für die sozialen Kommunikationsmittel.
Papst Franziskus ernannte ihn am 18. Mai 2013 zum Patriarchen von Lissabon. Am 21. Juni 2013 wurde er in Nachfolge von José da Cruz Kardinal Policarpo zum Vorsitzenden der Portugiesischen Bischofskonferenz gewählt. Bereits ab 2011 war Manuel Clemente deren Vizepräsident. Seine Amtszeit als Vorsitzender der Bischofskonferenz endete am 16. Juni 2020.
Im Konsistorium vom 14. Februar 2015 nahm ihn Papst Franziskus als Kardinalpriester mit der Titelkirche Sant’Antonio in Campo Marzio in das Kardinalskollegium auf.
Als Patriarch und Metropolit konnte er am 13. Mai 2017 Papst Franziskus anlässlich der 100-Jahr-Feier der ersten Erscheinung der Muttergottes im Jahr 1917 im internationalen Wallfahrtsort Fatima  begrüßen. Im Juni desselben Jahres nahm Kardinal Clemente als päpstlicher Sondergesandter am ersten Eucharistischen Kongress von Angola teil. Anfang August 2023 war Patriarch Clemente Gastgeber des Weltjugendtages 2023 in Lissabon.
Papst Franziskus nahm am 10. August 2023 den altersbedingten Rücktritt von Manuel Clemente an und ernannte den Ordensgeistlichen und Militärbischof von Portugal, Rui Manuel Sousa Valério SMM, zum Patriarchen von Lissabon. Nach dem Tod von Papst Franziskus nahm Kardinal Clemente am Konklave 2025 teil, das Leo XIV. wählte.

## Mitgliedschaften
Manuel Clemente ist Mitglied des Ritterordens vom Heiligen Grab zu Jerusalem und seit 2013 Großprior des Ordens in Portugal.
Kardinal Clemente ist bzw. war Mitglied folgender Dikasterien der Römischen Kurie:
- Kongregation für den Klerus (seit 2015)[7]
- Päpstlicher Rat für die sozialen Kommunikationsmittel (2015[7] bis zu dessen Auflösung 2016)

## Auszeichnungen
- Großkreuz des Christusorden
- Prémio Pessoa (2009)[8]
- Medalha Municipal de Honra da Cidade do Porto (2011)
- Verdienstorden Pro Merito Melitensi (Großkreuz pro piis meritis) (2012)
- Großkreuz des Ritterordens vom Heiligen Grab zu Jerusalem, verliehen durch Kardinalgroßmeister Edwin Frederick O’Brien (2015)[9]